# Colony (album)
Pour les articles homonymes, voir Colony.
Albums de In Flames
Whoracle Clayman
Colony est le quatrième album du groupe de death metal mélodique In Flames sorti en 1999. Il a été enregistré, mixé et produit par Fredrik Nordström et In Flames dans les studios Fredman. Les auteurs des chansons sont Anders Fridén, Björn Gelotte et Jesper Strömblad.
Cet album est le premier avec Björn Gelotte au poste de guitariste définitif. Le groupe accueille également un nouveau bassiste, Peter Iwers, et un nouveau batteur, Daniel Svensson.

## Musiciens

### Membres du groupe
- Anders Fridén - Chant
- Björn Gelotte - Guitare
- Jesper Strömblad - Guitare
- Peter Iwers - Basse
- Daniel Svensson - Batterie

### Invités
- Fredrik Nordström – Orgue Hammond
- Charlie Storm – Synthétiseur
- Kee Marcello – Guitare sur "Coerced Coexistence"

## Titres
| No  | Titre                | Durée |
| --- | -------------------- | ----- |
| 1.  | Embody the Invisible | 3:37  |
| 2.  | Ordinary Story       | 4:16  |
| 3.  | Scorn                | 3:37  |
| 4.  | Colony               | 4:39  |
| 5.  | Zombie Inc.          | 5:05  |
| 6.  | Pallar Anders Visa   | 1:41  |
| 7.  | Coerced Coexistence  | 4:14  |
| 8.  | Resin                | 3:21  |
| 9.  | Behind Space '99     | 3:58  |
| 10. | Insipid 2000         | 3:45  |
| 11. | The New Word         | 3:18  |

| 12. | Clad In Shadows '99 | 2:24 |
| 13. | Man Made God        | 4:12 |

| 14. | Murders in the Rue Morgue (Reprise d'Iron Maiden) |  |